# Бассел Хартабіл
Бассел Хартабіл (араб. باسل خرطبيل), також відомий як Бассел Сафаді (араб. باسل صفدي), (22 травня 1981, Дамаск — 3 жовтня 2015 року) — палестинський сирійський розробник програмного забезпечення з відкритим вихідним кодом.
15 березня 2012 року, на першу річницю сирійського повстання, він був затриманий сирійським урядом у в'язниці Адра в Дамаску. Між цим днем та 3 жовтня 2015 року його перемістили в невідомому напрямку, імовірно, для військового суду. 7 жовтня 2015, Human Rights Watch та 30 інших правозахисних організацій оприлюднили лист з вимогою розкрити місцезнаходження Хартабіла. 11 листопада 2015 року, з'явилися чутки, що Хартабіл був таємно засуджений до смерті. У серпні 2017 року його дружина повідомила у  Facebook, що Хартабіл був страчений сирійським режимом незабаром після свого зникнення в 2015 році.
Хартабіл народився в Дамаску і виріс в Сирії, де спеціалізувався на розробці програмного забезпечення з відкритим кодом. Він був головним інженером (CTO) і співзасновником дослідної Aiki Lab і CTO в Al-Aous, видавничій і дослідній установі в галузі археологічних наук і мистецтв у Сирії. Працював керівником проекту та громадським партнером Creative Commons Сирія, і робив внесок у Mozilla Firefox, Вікіпедії, Openclipart, Fabricatorz і Sharism. Йому «приписують відкриття інтернету в Сирії і значне розширення онлайн-доступу і знань для сирійського народу».
Остання його робота включала відкриту віртуальну 3D-реконструкцію древнього міста Пальміра в Сирії, візуалізацію в режимі реального часу і розробки з Fabricatorz для вебсередовища програмування Aiki Framework. Пізніше це створили й опублікували на його честь.

## Затримання
15 березня 2012 року Хартабіл був затриманий на тлі арештів у Маззеху, районі Дамаску, Підрозділом військової безпеки 215. Того дня відзначали першу річницю сирійського повстання, про- та антиурядові демонстрації проходили в Дамаску і по всій країні.
Хартабіл був допитаний і нібито підданий тортурам Військовим підрозділом 215 упродовж п'яти днів. Через тиждень після його арешту, сили безпеки, за повідомленнями, привели його додому, де конфіскували його комп'ютер та файли. Далі його передали Підрозділу допитів 248, де утримували під вартою упродовж 9 місяців. 9 грудня 2012, Хартабіл постав перед військовим прокурором, який пред'явив йому звинувачення у «шпигунстві на користь ворожої держави» відповідно до статей 272 і 274 Кримінального кодексу Сирії. Після цього Хартабіла відправили у в'язницю Адра в Дамаску.
12 грудня 2013 року, перед Європейським парламентом було поставлено запит на письмову відповідь щодо ув'язнення Хартабіла, в якому сказано, що «його добровільна робота, завжди ненасильницького характеру, високо цінувалася сирійцями з усіх верств суспільства, і є вагомі підстави підозрювати, що його арешт є частиною зусиль з обмеження доступу до інтернет-спільнот і дискурсів і придушення свободи слова в Сирії». 18 березня 2014 року опубліковано письмову відповідь від Верховного представника/віце-президента Кетрін Ештон, у якій заявлено, що «Верховний представник висловлює жаль з приводу поточного тюремного ув'язнення Бассела Сафаді Хартабіла, поділяє занепокоєння щодо ситуації й уважно за нею стежить».
21 квітня 2015 року робоча група ООН з довільних затримань (WGAD) ухвалила висновок про справу Хартабіла, назвавши його затримання «довільним» і просячи його негайного звільнення. WGAD підсумувала, що утримання Хартабіла порушує Статті 9, 14 та 19 Міжнародного пакту про громадянські та політичні права (МПГПП), який Сирія ратифікувала в 1969 році.

## Особисте життя
Хартабіл був заарештований за кілька днів до підписання шлюбного контракту з Нурою Газі, юристкою і правозахисницею. Контракт було фіналізовано пізніше того року, в той час як Хартабіл був у в'язниці. Пара вперше зустрілася в Думі в квітні 2011 року після повернення з демонстрації.
На День Святого Валентина 2015, Нура опублікувала любовний лист, який вона написала Басселу, де вона розмірковує про те, що відбувається в Сирії, поки він перебуває у в'язниці:
|  | Басселе, я дуже боюся, дуже боюся за країну, яку убивають, розділяють, сточують кров'ю, знищують… Ох Басселе, я дуже боюся, що замість нашої мрії стати поколінням, що звільнить свою країну, ми побачимо її руйнування. Ох Басселе, я дуже боюся… Оригінальний текст (англ.) Bassel, I am very afraid, I am afraid about the country that is being slaughtered, divided, bleeding, being destroyed.. Ouch Bassel, I am very afraid that our dream is changing from seeing ourselves being the generation freeing their country to the one witnessing its destruction. Ouch Bassel, I am very afraid … |

## Нагороди
У своєму Списку глобальних мислителів 2012 Foreign Policy поставила Хартабіла і Ріму Далі під № 19 за «наполягання, всупереч всьому, на мирній сирійській революції».
21 березня 2013 Хартабіл отримав Премію цифрової свободи від Index on Censorship. Все ще перебуваючи на той час у в'язниці Адра, Бассел зміг передати свою вдячність через Дану Трометер та Джона Філліпса, як отримали нагороду від його імені, вказавши, що віддає «шану всім жертвам боротьби за свободу слова, й, особливо тим ненасильницьким молодим людям, які відмовилися носити зброю, і завдяки яким отриману цю нагороду».

## Ув'язнення і громадський резонанс
Хартабіл був арештований і ув'язнений 15 березня 2012 року. Його переводили з однієї в'язниці в іншу, в тому числі у військову в'язницю з високим рівнем безпеки. Часом він мав змогу написати листи друзям і родині у в'язниці Адра, але в інший час, за повідомленнями, його катували й утримували в камері без жодних контактів. Як повідомляється, у 2015 році його було страчено, однак це не було підтверджено до 2017 року.

### Кампанія #FREEBASSEL
Після того, як його затримання стало широко відомим на початку липня 2012 року, було запущено глобальну кампанію, що закликала до його негайного звільнення. Визначні інтернет-компанії, такі як Mozilla, Вікіпедія, Global Voices, EFF і Creative Commons написали листи до сирійського уряду, закликаючи негайно його звільнити. Відомі особистості, як-то Лоуренс Лессіг, Джої Іто, Мітчелл Бейкер, Джилліан Йорк, Мохамед Нанабхай і Баррі Тру написали публічні листи підтримки. Аль-Джазіра, Framablog, і Hackernews висвітлювали ці зусилля.
У жовтні 2012 року Amnesty International опублікувала документ, відомості в якому припускають, що Хартабіл зазнав жорстокого поводження та навіть тортур. 23 жовтня, тайванський підрозділ Amnesty International провів акцію з написання листів, щоб підвищити обізнаність про Хартабіла Тайбеї, Тайвань. 26 листопада Foreign Policy назвала його одним зі 100 найкращих глобальних мислителів за його опір.
У грудні його перевели у військову в'язницю в очікуванні військового суду. У відповідь було розпочато кампанію з підвищення обізнаності про погіршувану ситуацію Хартабіла. 25 січня 2013 року ходили звіти про очікуваний вирок і побоювання про його страту. 15 березня проект #FREEBASSEL організував кампанію #FREEBASSELDAY спільно з Creative Commons, Mozilla та іншими громадськими діячами, результатом якої були публічні твори мистецтва, зустрічі, прес-матеріали і відео.

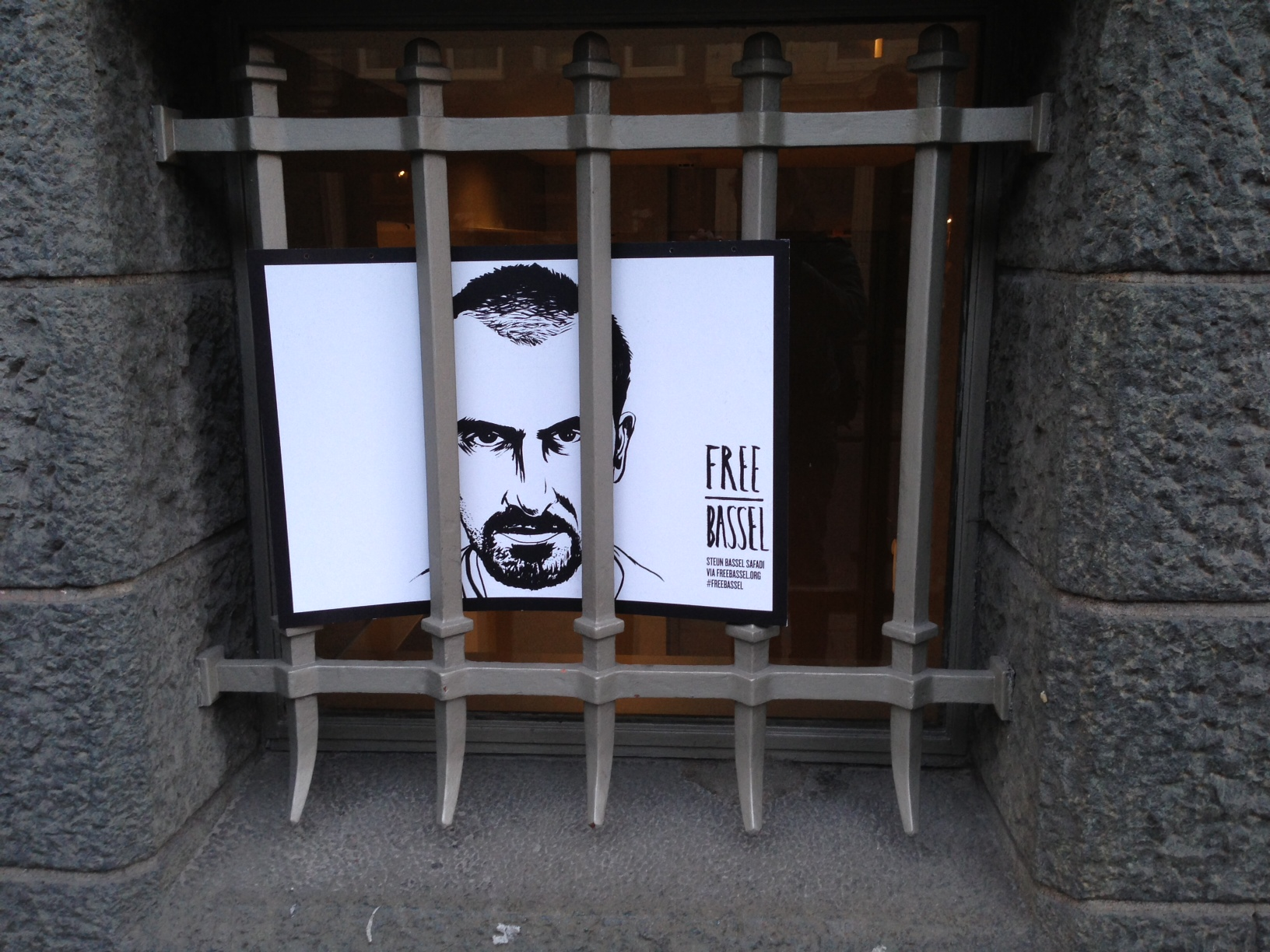
Плакат кампанії #FREEBASSEL

22 травня, на честь 32-го дня народження Хартабіла — другого дня народження, який він провів у в'язниці, а також 799-го дня сирійськиого конфлікту — Index on Censorship, Creative Commons і кампанія #FREEBASSEL запустили Project Sunlight, щоб розкрити більше інформації про стан і місце розташування Хартабіла. Його мати написала: «Я просто хочу, щоб його звільнили, я молюся, щоб його звільнили, і молюся за всіх його друзів, які вірять і працюють над звільненням Бассела».
На врученні премії від Index on Censorship, Джон Філліпс так сказав про Хартабіла: «Закрити Бассела під замком — це тільки відібрати його особисту свободу. Але закривши Бассела під замком, його сирійські викрадачі випадково закрили від себе на замок своє майбутнє… тисячі людей, яким допомогла Басселева робота, тепер допомагають йому, поширюючи повідомлення #FREEBASSEL. Це те, що дійсно будує Сирію і пов'язує її з глобально пов'язаним майбутнім. Ця нагорода доводить, що його ув'язнення НЕ закриває під замок його цифрову свободу».
Лист на його підтримку було надіслано в парламент Європейського Союзу пізніше того року.
У 2014 році Марк Вейденбаум зібрав учасників, щоб створити 38 музичних творів [Архівовано 28 жовтня 2021 у Wayback Machine.], які можуть бути використані як звуковий ландшафт для захопливої повноцінної цифрової візуалізації стародавньої Пальміри. Другий #FREEBASSELDAY включав марафон редагування Вікіпедії, зустрічі, створення кулінарної книги на честь Хартабіла та згадки в пресі.
Ребекка Маккіннон написала про Хартабіла і Zone 9 Bloggers у журналі World Policy Journal, а у Вікіпедії пройшовю едіт-а-тон про Zone 9 bloggers. У День прав людини, Global Voices провели кампанію з підвищення обізнаності про його ув'язнення.

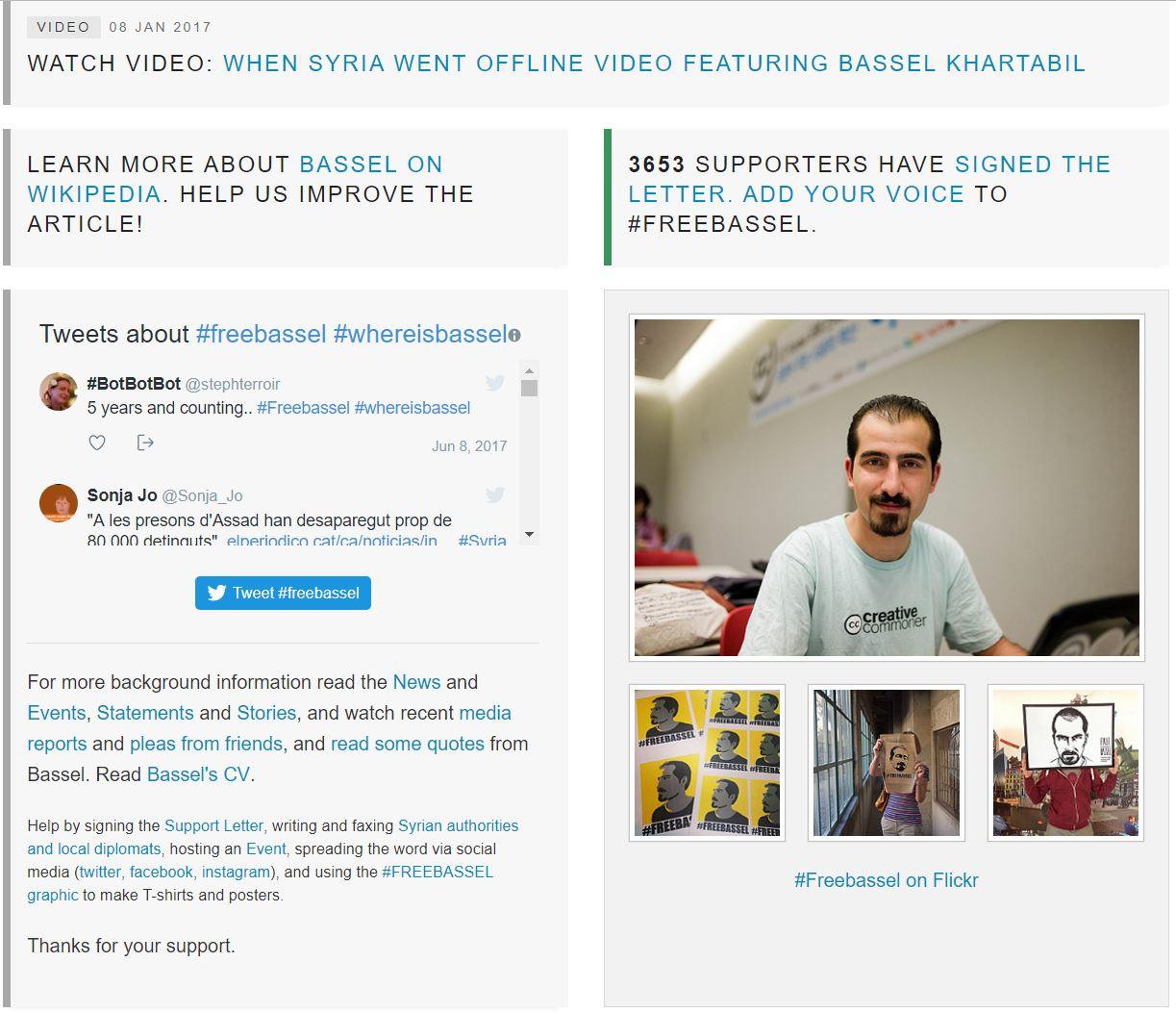
Вебсайт «Free Bassel» станом на січень 2017

У березні 2015 року Electronic Frontier Foundation провів марафон редагування Вікіпедії редагувати-марафон з нагоди #FREEBASSELDAY. Крім цього, Creative Commons Arab World організували віртуальний арабський марафон редагування Вікіпедії з перекладу і розширення статей, пов'язаних з Басселом та його інтересами. Пізніше з'явився його профіль у запущеному EFF офлайн-проекті «обміну історіями ув'язнених технологів і користувачів технологій».
У 2017 році, кампанія #FREEBASSEL просила прихильників зробити п'ять публічних дій на честь Хартабіла, і розмістити їх у соціальних медіа.

### Переміщення та страта
12 вересня 2015 Jaysh al-Islam обстріляли і штурмували в'язницю, взявши під контроль дві будівлі. До початку жовтня Хартабіл був ще у в'язниці Адра в передмісті Дамаску, Сирія. Станом на 3 жовтня, військова поліція забрали його з його камери в Адрі з 'цілком таємним' запечатаним наказом від військово-польового суду. Його перемістили у невідомому напрямку.
6 жовтня Amnesty International оприлюднила новий звіт про статус Хартабіла. Днем пізніше, Human Rights Watch та 30 інших правозахисних організацій направили лист з вимогою розкрити місцезнаходження Хартабіла. 17 жовтня рада директорів Creative Commons затвердила резолюцію, що закликає до звільнення Хартабіла. 21 жовтня стартував проект NEWPALMYRA із продовження його роботи над 3D-моделюванням Пальміри. Днем пізніше MIT Media Lab запропонувала Хартабілу посаду наукового співробітника Центру громадських медіа для роботи з Ітаном Цукерманом над проектами, що зроблять історію Сирії доступною світові. 9 листопада вийшла антологія есе під назвою The Cost of Freedom: A Collective Inquiry («Ціна свободи: колективний запит») на честь Хартабіла, на умовах Creative Commons її передано в суспільне надбання. Два дні потому з'явилися непідтверджені чутки, що Хартабіл був засуджений до смертної кари.
У серпні 2017 року дружина і друзі Хартабіла повідомили, що бачили копії офіційних документів, які підтверджують, що Хартабіл був страчений після його переведення із в'язниці Адра в 2015 році.

### Реакція
Electronic Frontier Foundation та Фонд Вікімедіа, а також Global Voices опублікували траурні заяви.
Creative Commons оголосили про створення Меморіального фонду Бассела Хартабіла для підтримки проектів, що відповідають його ідеям і праці упродовж всього життя. 11 серпня Mozilla Foundation оголосила про створення Bassel Khartabil Free Culture Fellowship, яку організували Mozilla, Вікімедіа, Creative Commons, Фонд Джиммі Вейлза, #NEWPALMYRA та інші угрупування. Вона спрямована на підтримку осіб, що розвивають вільну культуру, особливо за несприятливих обставин.

## Праці

### Моделі давньої Пальміри

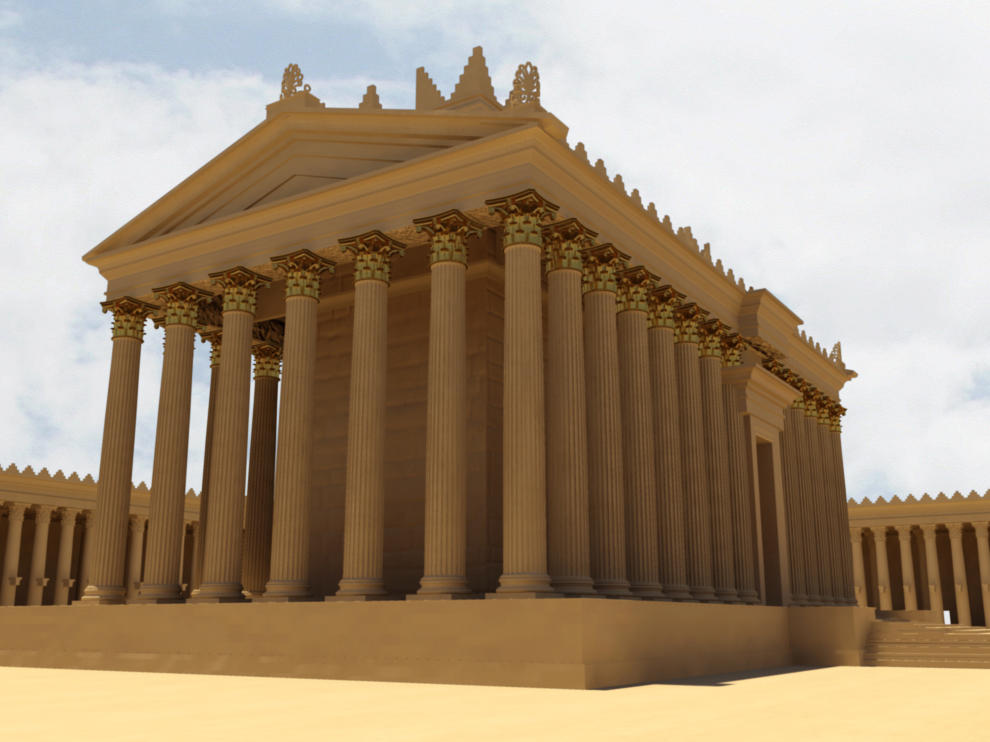
Цифрова реконструкція проекту NEWPALMYRA

Починаючи з 2005 року, Хартабіл почав збирати фотографії древньої архітектури й археологічних пам'яток Пальміри, в надії створити реконструкцію міста онлайн, використовуючи 3D-моделі і віртуальні простори.
Його зусилля призупинилися, коли він потрапив у в'язницю, деякі з його ранніх робіт втрачені. У 2015 році його друзі і колеги запустили New Palmyra Project, щоб втілити цю мрію. Чимало найбільш відомих споруд Пальміри змодельовано, і збудовано в натуральну величину деякі моделі структури, які були знищені в ході сирійської громадянської війни.
Станом на 2017 рік, більшість будівель і статуй, які відтворює проект «Нова Пальміра», були повністю знищені ІДІЛ.

### Твори і мистецтво
Хартабіл написав сотні листів, включно з деякими під час перебування у військовій в'язниці, де письмо було заборонене. Він також створив декілька картин і віршів. Упродовж короткого часу він публікував деякі свої записи в анонімному тюремному блозі та Твіттері, з допомогою друга.
«В'язниця — це не стіни, не кат і вартові. Прихований страх у наших серцях — ось що робить нас в'язнями»